# Ischyromene brunnea
Ischyromene brunnea är en kräftdjursart som först beskrevs av Vanhoeffen 1914.  Ischyromene brunnea ingår i släktet Ischyromene och familjen klotkräftor. Inga underarter finns listade i Catalogue of Life.